# Invariáns tömeg
Az invariáns tömeg egy vagy több részecskéből álló rendszer nyugalmi tömege, ami minden inerciarendszerben ugyanaz, azaz egy Lorentz-invariáns (vagy másképpen Lorentz-skalár) mennyiség. A részecskék energiájából és impulzusából számítható ki.

## Részecskefizika
A Minkowski-téren definiált Lorentz-transzformáció invariánsul hagyja két Lorentz-vektor skalárszorzatát. Az energia és az impulzus egy négyesvektort alkot, ennek az önmagával vett skalárszorzata – természetes egységrendszerben ill. ħ = c = 1 egységrendszerben is – a részecske nyugalmi tömegének négyzete. Azaz a nyugalmi tömeg egy Lorentz-skalár, aminek minden inerciarendszerben ugyanaz az értéke.
A négyesimpulzus megmaradása, azaz az energiamegmaradás és az impulzusmegmaradás miatt egy bomló részecske energiája és impulzusa megegyezik a bomlástermékek energiájának és impulzusának összegével. Ez az összeg más és más minden inerciarendszerben, de az egyenlőség mindenhol fennáll.
A fenti két állítás együttes következményeként viszont bármely inerciarendszerben kiszámolhatjuk egy bomló részecske M nyugalmi tömegét a bomlástermékek invariáns tömegének kiszámolásával, azaz:
{\displaystyle p_{i}^{\mu }=\left(E_{i},\mathbf {p} _{i}\right)}
{\displaystyle P^{\mu }=\left(\Sigma E_{i},\Sigma \mathbf {p} _{i}\right)}
{\displaystyle P^{\mu }P_{\mu }=g_{\mu \nu }P^{\mu }P^{\nu }=(\Sigma E_{i})^{2}-(\Sigma \mathbf {p} _{i})^{2}=M^{2}}